# Моханти, Джитендра Натх
Джитендра Натх Моханти (англ. Jitendra Nath Mohanty, 26 сентября 1928, Каттак, Британская Индия — 7 марта 2023, Филадельфия, Пенсильвания) — индийский философ. Он был почётным профессором философии в Университете Темпл. Моханти родился в 1928 году в Каттаке, Орисса, Индия. Он сделал блестящую карьеру, заняв первое место на всех государственных экзаменах и получив степень бакалавра искусств в Президентском колледже, Калькутта и сдав экзамен на степень магистра в Калькуттском университете. Впоследствии он защитил докторскую диссертацию в Гёттингенском университете в 1954 году. За свою долгую академическую карьеру он преподавал в Университете Бурдвана, Университете Калькутты, Новой школе социальных исследований, Университете Оклахомы, Университете Эмори и Университете Темпл, а также занимал должности приглашённого профессора во многих известных университетах.
Область знаний Моханти включала как западную (особенно немецкую) философию, так и восточную философию (особенно индийскую философию). Он написал более двадцати научных книг и множество журнальных статей по различным областям философии, включая эпистемологию, логику и феноменологию. Он много писал об Иммануиле Канте, основал Husserl Studies и опубликовал крупную книгу о развитии мысли Эдмунда Гуссерля.
Моханти также был президентом Индийского философского конгресса, Общества азиатской и сравнительной философии. Среди других его наград — золотая медаль Азиатского общества в Калькутте и премия Гумбольдта от правительства Германии за его научную работу. Он получил почётную степень D.Litt. Университета Калькутты в 2013 году и степень почётного доктора Университета Рэйвеншоу в 2017 году.
Моханти умер в Филадельфии, штат Пенсильвания, 7 марта 2023 года в возрасте 94 лет.

## Избранная библиография
- Lectures on Kant's Critique of Pure Reason by J. N. Mohanty (edited by Tara Chatterjea, Sandhya Basu, and Amita Chatterjee) (Munshiram Manoharlal Publishers Pvt. Ltd., New Delhi, 2014)
- Essays on Consciousness and Interpretation by J. N. Mohanty (edited with an Introduction by Tara Chatterjea) (Oxford University Press, 2009)
- The Philosophy of Edmund Husserl: A Historical Development (Yale Studies in Hermeneutics) (Yale University Press)
- Between Two Worlds: East and West, an Autobiography (Oxford University Press, 2002)
- Classical Indian Philosophy (Oxford University Press, 2002)
- Explorations in Western Philosophy: Essays by J.N. Mohanty Volumes 1 and 2 by J. N. Mohanty and (edited by Bina Gupta) (Oxford University Press, 2001)
- The Self and its Other (Oxford University Press, 2000).
- Logic, Truth, and the Modalities (Kluwer Academic Publishers, 1999).
- Husserl and Frege (Studies in Phenomenology and Existential Philosophy) (Indiana University Press, 1982).
- Edmund Husserl's Theory of Meaning (Springer, 1976).
- The Concept of Intentionality (Warren H. Green, 1971).